# 李微塵
李微尘（1902年—1977年11月18日），字惟诚，男，广东香山人，中国新聞工作者。李大明之弟。

## 生平
1926年春季，拜康有为为师，入上海天游学院學習。1927年夏历二月，赴青岛探望康有为，寓居康有为家中。二月廿六日，康有为赴友人所设宴会，饮了一杯冷橙汁，腹痛如绞，呻吟不止，呕吐不停。李微尘与家人送康有为到医院进行抢救，后因多方抢救无效，康有为去世。之後帮助康有为家人料理殡葬后事。1930年代擔任陈友仁秘书。1930年代末和1940年代初，寓居香港，担任《中国晚报》主笔。1946年，李微尘应京沪铁路管理局局长陈伯庄的聘请，到上海担任《京沪周报》主编。
1950年代初期，在香港主持“创垦出版社”，主编《热风》半月刊，经营该刊的“热风冷雨”专栏。1954年11月，李微塵任《南洋商报》駐香港通訊員，並於1956年赴新加坡擔任《南洋商报》總編輯。他尤其關注新加坡的文化發展，認為新加坡有條件成為東南亞的藝術發展樞紐。正因他在傳媒行業的豐富經驗，李微塵在1960年7月被任命為新加坡文化部新闻组主任，並主理新加坡電視新聞的啟播。他中英文能力俱佳，受到賞識遂於1965年受聘為总理公署新闻秘书，直至1975年為止，並于1969年獲得新加坡国家行政功绩金章。李微尘於1977年11月18日在新加坡病逝。